# میهال (یمن)
 میهال  به عربی ( المیهال  )، روستایی است در عزلهٔ (بنی ماویة)، در ناحیهٔ (عزلة عبدان)، از توابع استان ضالع در کشور یمن در شبه جزیره عربستان. 
جمعیت آن ۳۸۲ نفر (۱۲ خانوار) می‌باشد.